# Christian Hermann Wienenbrügge
Christian Hermann Wienenbrügge (* 16. Januar 1813 in Borken; † 10. April 1851 in Wadgassen) war ein deutscher Pfarrer, Religionslehrer und Dichter.

## Leben
Christian Hermann Wienenbrügge war der Sohn von Constantin Wienenbrügge und Gertrudis Steldner. Er besuchte die Elementarschule in Borken. Zwischen 1828 und 1832 besuchte er das Gymnasium in Münster. Dort prägte ihn besonders der Rektor der Schule Hermann Nadermann. Auf Rat seines Verwandten Franz Xaver Biunde wechselte er zum Königlichen Gymnasium in Trier, das von Johann Hugo Wyttenbach geleitet wurde. Im September 1834 erhielt er sein Zeugnis der Reife. Als bester Schüler seines Jahrgangs wurde er vom zweiten Direktor der Schule Vitus Loers aufgefordert, die Abschiedsrede der Abiturienten auf der Abschlussfeier zu halten.
Im Wintersemester 1834/35 immatrikulierte er sich an der Friedrich-Wilhelms-Universität in Bonn in den Fächern Philosophie und Philologie. Im Wintersemester 1835/36 wohnte er gemeinsam mit seinen ehemaligen Mitschülern Wilhelm Heinrich Kewenig und Karl Marx in der Joseph-Straße 764 (heute Joseph-Straße 29/31). Er belegte auch zwei Vorlesungen bei August Wilhelm Schlegel, wie es auch Marx tat.
Im Herbst 1837 beendete er sein Studium, studierte in Trier Theologie und wurde am 3. März 1841 vom Weihbischof Wilhelm Arnold Günther zum Priester geweiht. 1843 bis 1845 war er Kaplan in Merzig. Im Herbst 1846 wurde er zum Pfarrer in Wadgassen bestellt und im August 1846 zum ordentlichen Lehrer an der neueingerichteten Bürger- und Provinzial-Gewerbeschule.
Am 18. Oktober 1847 wurde er als Mitglied in den Vereins von Alterthumsfreunden im Rheinlande aufgenommen. Während des Revolutionsjahrs 1848 hielt er anlässlich des Geburtstags des Königs Friedrich Wilhelm IV. die Festrede unter dem Titel: „Rede über den Patriotismus“.
Christian Hermann Wienenbrügge erlag am 10. April 1851 einem Herzschlag. Eine Auswahl seiner unveröffentlichten Gedichte wurde 1853 in zwei Auflagen herausgegeben.

## Werke
- Rede über den Patriotismus. Gehalten in der Aula der vereinigten höheren Bürger- und Provinzial-Gewerbschule am 16. Oktober 1848. Lintz, Trier 1848.
- Franz Xaver Biunde (Hrsg.) Die katholische Kirche. Dargestellt in einem Cyklus lyrischer Gesänge von Chr. Herm. Wienenbrügge. Aus den hinterlassenen Papieren nebst einer biographischen Skizze. Gall, Trier 1853. (2. Auflage 1853)[12] Digitalisat